# Chakavelu, Bagepalli
Chakavelu là một làng thuộc tehsil Bagepalli, huyện Kolar, bang Karnataka, Ấn Độ.